# Accept (album)
Az Accept az Accept német heavy metal/power metal együttes bemutatkozó albuma. Az 1978-ban felvett lemez 1979 januárjában jelent meg a Brian Records gondozásában. A felvételen Frank Friedrich dobol, aki végül úgy döntött nem szeretne profi zenész lenni, ezért a helyét épp az album megjelenésekor adta át Stefan Kaufmannak. Peter Baltes basszusgitáros énekel a Seawinds és a Sounds of War című számokban.
Wolf Hoffmann gitáros később úgy emlékezett vissza erre az albumra, hogy az egyszerűen csak azoknak a daloknak a gyűjteménye, amiket játszottak az együttes alakuló éveiben, és még semmire sem fókuszáltak: „Mi csak éppen olyan dalokat játszottunk fel rá, amiket mindig játszottunk. Ez egy olyan anyag volt, ami összegyűlt a létezésünk kevés hónapja és éve alatt, ez minden fajta anyag keveréke volt.”
Az albumból 3000 példányt adtak el. Udo Dirkschneider énekes elégedetlenséget fejezett ki, amikor visszaemlékezett a csoport első erőfeszítésére: „Természetesen ez nekünk nagyon izgalmas volt, amikor első alkalommal beléptünk egy lemezstúdióba, de szinte kiábrándító is ugyanakkor.”
Az Accept a jövőbeni albumokon többet nyerne és egy kohéziósabb irányt venne fel, de a debütálás egy olyan korai fontos lépés volt, amely azt a képességet adta neki, hogy először játszhattak a szomszédos országokban, Hollandiában, Belgiumban és Franciaországban.
Az albumon lévő összes dalt Dirkschneider, Baltes, Hoffmann, Fischer és Friedrich szerezte.

## Az album dalai
| #   | Cím                  | Szerző(k) | Hossz |
| --- | -------------------- | --------- | ----- |
| 1.  | Lady Lou             | Accept    | 3:03  |
| 2.  | Tired of Me          | Accept    | 3:14  |
| 3.  | Seawinds             | Accept    | 4:41  |
| 4.  | Take Him in My Heart | Accept    | 3:30  |
| 5.  | Sounds of War        | Accept    | 4:36  |
| 6.  | Free Me Now          | Accept    | 3:02  |
| 7.  | Glad to Be Alone     | Accept    | 5:14  |
| 8.  | That's Rock 'N' Roll | Accept    | 2:52  |
| 9.  | Helldriver           | Accept    | 2:43  |
| 10. | Street Fighter       | Accept    | 3:30  |

## Közreműködők
- Udo Dirkschneider – ének
- Wolf Hoffmann – gitár
- Jörg Fischer – gitár
- Peter Baltes – basszusgitár
- Stefan Kaufmann – dob